# Sint-Blasiuskerk (Made)

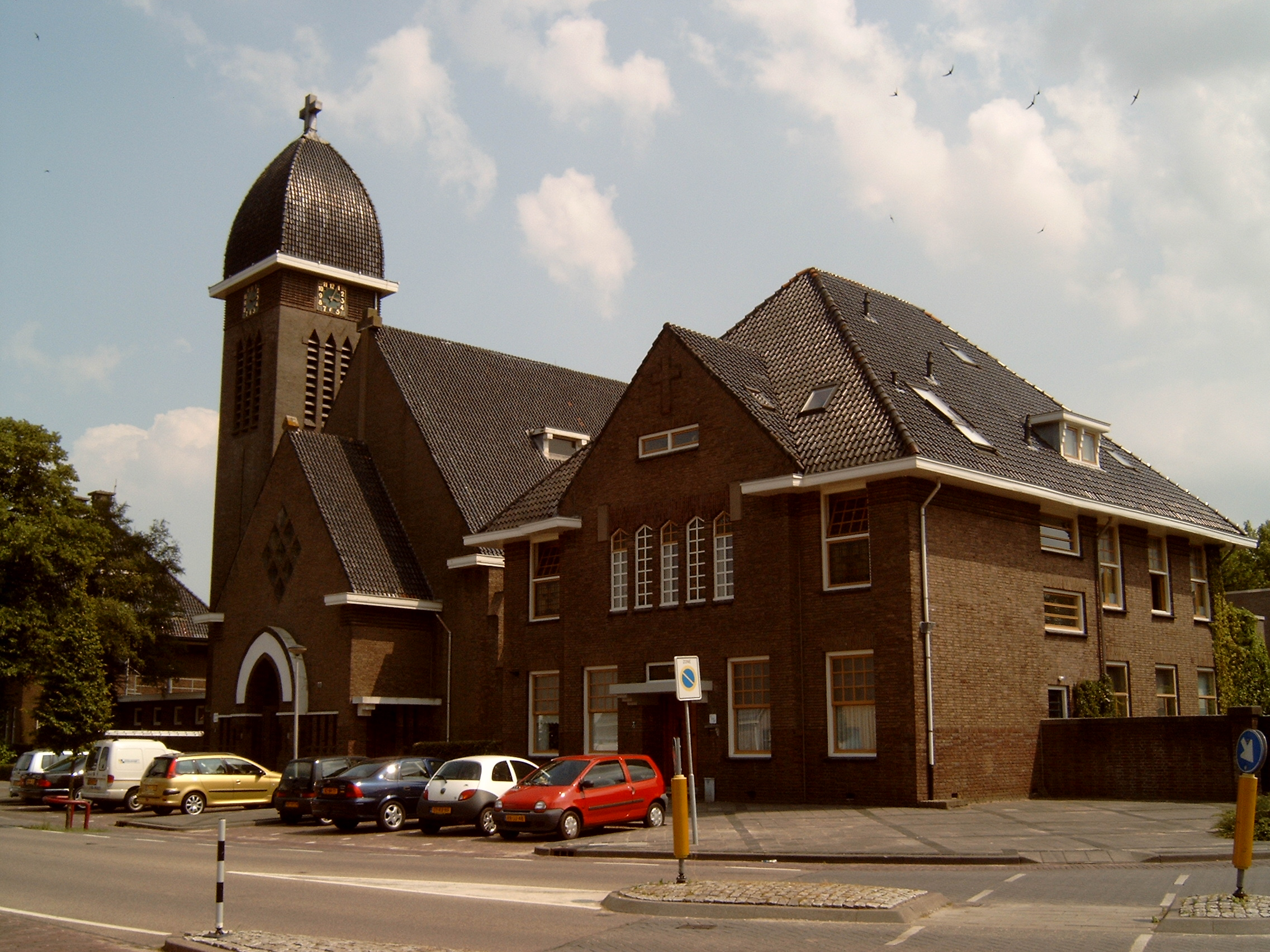
De Heilige Blasiuskerk in 2006

De Heilige Blasiuskerk is een voormalige rooms-katholieke kerk in het Noord-Brabantse dorp Made. De kerk werd in 1929-'30 gebouwd naar een ontwerp van de Oosterhoutse architecten Jan en Wim Oomen. De kerk is gebouwd in de stijl van de Amsterdamse School. Het is een driebeukige kerk met een terzijde geplaatste toren met paraboolvormig dak en torenkruis. Het gebouw heeft gebrandschilderde ramen. Het interieur bevatte een hardstenen doopvont met gouden deksel, koperen kandelaren en vazen. De kerk is in 2007 aan de eredienst onttrokken en in 2009 verbouwd tot appartementen.